# Elektrisk ladning
 For alternative betydninger, se Ladning.
Elektrisk ladning er en fundamental bevaret størrelse for visse subatomare partikler, som bestemmer disses elektromagnetiske vekselvirkninger. Elektrisk ladet stof påvirkes af, og er anledning til, elektromagnetiske felter. Vekselvirkningen mellem en bevæget ladning og det elektromagnetiske felt er kilden til den elektromagnetiske kraft, som er en af de fire fundamentale kræfter.

## Overblik
Elektrisk ladning er en egenskab for visse subatomare partikler, og er kvantiseret i enheder af elementarladningen e. Elektroner har pr. konvention ladningen -1, mens protoner har den modsatte ladning på +1. Kvarker har en ladning på -1/3 eller +2/3. Antipartikel ækvivalenterne af disse har den modsatte ladning. Ud over disse er der andre ladede partikler.
To ladninger af samme fortegn frastøder hinanden, hvorimod to ladninger af modsat fortegn tiltrækker hinanden. Den præcise størrelse af denne kraft er udtrykt kvantitativt i Coulombs lov, der siger at størrelsen af den gensidige kraft er proportional med produktet af de to ladninger og aftager som kvadratet på afstanden.
Den elektriske ladning af et makroskopisk objekt er summen af de elektriske ladninger af de partikler det er opbygget af. Ofte er nettoladningen nul, da antallet af elektroner er lig antallet af protoner, og deres ladninger derfor går ud med hinanden. Situationer hvor nettoladningen er forskellig fra nul kaldes for statisk elektricitet. Derudover kan ladningen, selv når nettoladningen er nul, være ujævnt fordelt, f.eks. pga. et elektrisk felt, og materialet siges da at være polariseret. Ladningen kaldes i dette tilfælde bundet, mens ekstra ladning udefra kaldes fri. En ordnet bevægelse af ladede partikler i en bestemt retning (typisk elektroner) kaldes elektrisk strøm.
SI-enheden for elektrisk ladning er coulomb, hvilket svarer til ca. 6,24 × 1018 elementarladninger (ladningen på en enkelt elektron eller proton). En coulomb er defineret som den mængde ladning der i løbet af ét sekund har passeret igennem tværsnittet af en leder med en strøm på én ampere. Symbolet Q anvendes ofte som symbol for den elektriske ladning.
Elektrisk ladning kan måles med et elektrometer.  Den elektriske ladnings diskrete (dvs. heltallige) natur blev demonstreret af Robert Millikan i hans oliedråbeeksperiment.
Formelt set burde en angivelse af en ladning være et multiplum af elementarladningen e, da ladning er kvantiseret. Da det imidlertid er en gennemsnitlig, makroskopisk størrelse mange størrelsesordener større end en enkelt elementarladning, kan den i praksis have en hvilken som helst værdi. I mange sammenhænge giver det desuden mening at tale om brøkdele af elementarladningen, f.eks. i opladningen af en kondensator.
Ladning kendes i dagligdagen fra statisk elektricitet som for eksempel opstår når plastik gnides mod hår. Den tiltrækkende kraft er ofte tydelig.

### Ladningens mikroskopiske baggrund
Ladning er en grundlæggende egenskab ved de fleste fundamentale elementarpartikler.
Elektronen, myonen og tauonen har alle en ladning på -1,602·10-19 coulomb. Den numeriske værdi af dette tal, 1,602·10-19 C, kaldes elementarladningen og forkortes ofte e. Elektronens ladning er således -e.
Også kvarkerne har ladning på enten +(2/3)e eller -(1/3)e. Ladningen af større partikler (hadroner) får man simpelthen ved at addere ladningerne på de kvarker der indgår i dem. Således får man fx at protonens ladning er +e, og at neutronens er 0.
Alle kendte elektriske ladninger stammer fra de ladede leptoner (elektron, myon, tauon), kvarkerne og/eller deres antipartikler.
Neutrinoer har ingen ladning.

### Ladning og strøm
Elektrisk strøm er blot en transport af elektrisk ladning, for eksempel igennem en ledning. Størrelsen eller styrken af strømmen defineres som den ladning dQ der passerer et bestemt punkt på ledningen, divideret med den tid dt som "passagen" tager. Altså
{\displaystyle I=dQ/dt}.
Strøm kan således opfattes som ladning pr. tid eller en slags "ladningshastighed". Hvis der passerer 1 coulomb pr. sekund, siges strømstyrken at være 1 ampere.

## Historie
Som beskrevet af den antikke græske filosof Thales fra Milet omkring 600 fvt., kunne ladning (eller elektricitet) ophobes ved at gnubbe pels mod forskellige materialer, som f.eks. rav. Grækerne bemærkede at ladede ravklumper kunne tiltrække lette objekter som hår. De bemærkede også at hvis de gnubbede rav længe nok, kunne de få en gnist til at springe. Denne egenskab kommer fra den triboelektriske effekt.  
I 1600 vendte den engelske videnskabsmand William Gilbert tilbage til emnet i De Magnete, og var ophavsmand til det moderne latinske ord electricus fra ηλεκτρον (elektron), det græske ord for "rav", som hurtigt blev afledt til elektrisk og elektricitet. Han blev efterfulgt i 1660 af Otto von Guericke, som opfandt hvad der sandsynligvis var den første elektrostatiske generator. Andre nævneværdige europæiske pionerer var Robert Boyle, som i 1675 konstaterede at elektrisk tiltrækning og frastødning kan virke gennem et vakuum; Stephen Gray, som i 1729 klassificerede materialer som ledere og isolatorer; og C. F. du Fay, som i 1733 foreslog at elektricitet optræder i to varianter som ophæver hinanden, og udtrykte dette i form af en to-væske teori. Når glas gnubbedes mod silke, sagde du Fay at glasset var ladet med vitreous electricity, og at når rav gnubbedes mod pels, blev ravet ladet med resinous electricity.
En af de de fremmeste eksperter i elektricitet i det 18. århundrede var Benjamin Franklin, som argumenterede for en en-væske teori for elektricitet. Franklin forestillede sig elektricitet som en slags usynlig væske, der var til stede i alt stof; f.eks. mente han at det var glasset i en Leydenkrukke der indeholdt den ophobede ladning. Han antog at når man gnubber isolerende overflader sammen skifter denne "væske" placering, og at et flow af denne væske udgør en elektrisk strøm. Han mente også at når stof indholdt for lidt af "væsken" var den negativt ladet, og når der var et overskud var den positivt ladet. Af ukendte grunde valgte han at associere "positiv" med vitreous electricity og den negative med resinous electricity.  William Watson kom til den samme konklusion omtrent på samme tid.
Vi ved nu at Franklin/Watson-modellen var tæt på, men for simpel. Stof består i virkeligheden af flere slags ladede partikler; de mest almindelige er den positivt ladede proton og den negativt ladede elektron. I stedet for én slags elektrisk strøm er der mange: flow af elektroner, flow af elektron "huller", der opfører sig som positive partikler, og flow af postitive og/eller negative ioner i modsat retning. For at mindske forvirringen bruger man stadig Franklins konvention og forestiller sig at den elektriske strøm (kendt som den konventionelle strøm) er et flow udelukkende af positivt ladede partikler. Denne konvention simplificerer elektriske koncepter og beregninger, men ignorerer det faktum at i visse ledere (elektrolytter, halvledere og plasmaer) er der to eller flere "slags" elektrisk strøm i modsatte retninger. Flowretningen for "konventionel strøm" er også baglæns i forhold til den virkelige elektronvandring i metaller (den typiske elektriske leder), hvilket forvirrer mange begyndere inden for elektronik.

## Ladningsbevarelse
Den totale elektriske ladning i et isoleret system er altid konstant. Denne lov brydes ikke af nogen kendte fysiske processer og kan udledes lokalt med den gauge-invariante version af bølgefunktionen. For et åbent system - hvor ladninger kan bevæge sig ud og ind - er den samlede ændring i ladningstæthed {\displaystyle \rho } i et volumen {\displaystyle V} er lig med strømtætheden {\displaystyle \mathbf {J} } integreret over volumenets overfladeareal. Dette er også lig med den samlede elektrisk strøm: {\displaystyle I}:
{\displaystyle -{\frac {\partial }{\partial t}}\int _{V}\rho \,dV=\int _{S}\mathbf {J} \cdot \mathbf {dS} =I}
Dette er også kendt som kontinuitetsligningen.

## Eksterne links
- How fast does a charge decay? Arkiveret 5. oktober 2013 hos  Wayback Machine
- Science Aid: Electrostatic charge Arkiveret 22. november 2007 hos  Wayback Machine Easy to understand page on electrostatic charge.